# Почапинцы (Лысянский район)
Поча́пинцы (укр. Поча́пинці) — село в Звенигородском районе Черкасской области Украины. В состав Почапинского сельского совета входит село Верещаки. Орган местного самоуправления населённого пункта — исполнительный комитет Почапинского сельского совета Лысянского района Черкасской области.

## Географическое положение
Расположено в 12 км от районного центра пгт Лысянка и в 62 км от железнодорожной станции Ватутино.
Площадь населённого пункта — 345 га; в 1864 году — 2 264 га; в 1900 году — 2 392 га (из них принадлежало: помещикам — 1 228 га, церкви — 45 га и крестьянам — 1 119 га).

## История
На территории Почапинцев сохранились археологические памятники — остатки скифских курганов, а также следы поселений, относящихся к трипольской и черняховской культурам.
В 1726 году в селе была построена деревянная церковь пятого класса в честь святой мученицы Параскевы. Её приход охватывал 40 дворов в самих Почапинцах и 15 — в соседнем селе Верещаки. Церкви принадлежал участок земли площадью 39 гектаров. Позже, в 1871 году, в селе была возведена ещё одна церковь — в честь Святой Троицы.
К 1795 году село Почапинцы находились во владении графа Франциска Ксаверия Браницкого. Позднее, в 1864 году, селом владели братья Михаил и Филипп Четвериковы. К 1900 году собственницей села стала Екатерина Александровна Преснухина.
До 1864 года село состояло в Корсунском и Лысянском старостве.
В годы Гражданской войны (1917—1920) село находилось в зоне активности отрядов Вольного казачества. В июле 1920 года здесь был создан комитет незаможных селян (комнезам). Во время годы Голодомора (1932—1933) в селе погибло 1 750 человек, репрессированы были 17 жителей.
В 1939 году, по инициативе врача В. А. Баландюхи, в Почапинцах открылась медицинская амбулатория, включавшая три фельдшерско-акушерских пункта.
Во время Второй мировой войны, с июля 1941 по февраль 1944 года, село находилось под немецкой оккупацией. На фронтах воевали 575 местных жителей, из которых 196 погибли. 351 человек был награждён орденами и медалями. В январе-феврале 1944 года в Почапинцах, Верещаках и на их окраинах погибло 85 советских солдат. Все они похоронены в братской могиле на территории Почапинского сахарного завода.
В 1951 году рядом с Домом культуры был разбит парк, в котором высадили 1 200 декоративных деревьев. В 1960 году был восстановлен обелиск в память о советских воинах, павших в ходе Корсунь-Шевченковской операции.
В 1954 году Почапинцы в составе Лысянского района вошли в новообразованную Черкасскую область.
В июле 1993 года в Почапинцах открылось новое здание Дома культуры на 300 мест, при котором работают библиотека и хореографический кружок. Осенью 1995 года, после проведённого ремонта, сельская церковь мученицы Параскевы вновь была открыта для прихожан.

## Население
В 1795 году в селе проживало 674 человека (364 мужчины, 310 женщин); в 1816 году — 873 человека (412 мужчин, 461 женщина); в 1864 году — 1 076 человек; в 1900 году — дворов 345, жителей обоего пола — 1 923 человека (965 мужчин, 958 женщин).
В 2009 году в селе насчитывалось 634 двора, из них домовладений, в которых постоянно проживают граждане — 483, временно проживающих — 151.
На 1 января 2009 года в населённом пункте проживало 1 238 граждан, из них пенсионеров — 341, инвалидов — 32 (в том числе 2 ветерана Великой Отечественной войны).

## Экономика
В 1835 году в селе Почапинцы был построен свёкло-сахарный завод, который к 1900 году принадлежал помещице Екатерине Александровне Преснухиной. На предприятии работало 390 человек, среди них — 360 мужчин и 30 женщин. Из общего числа рабочих 227 были местными жителями, а 163 прибыли из Киевской губернии. Руководил заводом Николай Андреевич Руссель. На сегодняшний день от завода сохранились только руины.
Помещица Екатерина Преснухина вела хозяйство по трёхпольной системе, как и местные крестьяне. В селе действовали винокуренный и кирпичный заводы, а также два трактира. Экономическая инфраструктура включала десять ветряных мельниц, две кузницы и сельский банк, в котором находилось 155 рублей 85 копеек, а в ссуде — 2 925 рублей.
Кроме того, в Почапинцах работал запасной хлебный магазин, где хранилось 451 четверть озимого и 197 четвертей ярового хлеба. Пожарное оборудование включало восемь насосов, девять бочек, тринадцать вёдер и восемь багров — всё содержалось за счёт сельского общества.
В 1923 году в селе были созданы три товарищества совместной обработки земли (ТСОЗ), на базе которых позже возник колхоз имени Т. Г. Шевченко. В 1959 году он был объединён с колхозом имени Георгия Димитрова из соседнего села Верещаки. Объединённое хозяйство получило название колхоз имени Богдана Хмельницкого.
После провозглашения независимости Украины в селе действовали такие аграрные предприятия: ТОВ имени Б. Хмельницкого, фермерские хозяйства «Схід», «Меркурій», «Зоря» и «Промінь».
В июле 1995 года Кабинет министров Украины принял решение о приватизации сахарного завода, а в июне 2002 года в отношении предприятия было возбуждено дело о банкротстве.

## Образование
Первая церковно-приходская школа на три класса, рассчитанная на 30 учеников, была открыта в 1858 году. С 1872 по 1903 год школа размещалась в деревянном здании на территории усадьбы Г. Лавреги. Здание было покрыто соломой. Преподавание вели один учитель и священник. В основном здесь учились дети зажиточных крестьян.
В 1903 году при местном сахарном заводе открылось одноклассное приходское училище, финансируемое из казны и за счёт завода. В нём обучались 27 учеников, преподавали два учителя.
В 1911 году здание школы расширили, добавив несколько классных комнат. Тогда обучение проходило в пяти учебных группах под руководством дьяка Соколовского и учителя. Общее количество учеников достигло 100 человек.
В 1921 году в селе открылась начальная трудовая школа, в которой обучалось до 148 детей. В 1930 году была основана семилетняя школа. Спустя восемь лет, в 1938 году, к школьному зданию пристроили ещё два помещения.
С 1939 года школа получила статус средней, и уже в 1940 году в ней обучались 496 учеников при 18 преподавателях. В 1946—1952 годах снова работала семилетняя школа, а с 1953 по 1958 год она была преобразована в среднюю общеобразовательную трудовую политехническую школу с производственным обучением.
В 1987 году в селе было построено новое школьное здание, рассчитанное на 306 учеников. По данным разных лет, в 1992 году в школе обучались 193 ученика, преподавали 26 учителей. В 2002 году — 230 учеников и 21 учитель, в 2004 году — 219 учеников, а в 2009—177 учеников.
В 2007 году при школе была открыта дошкольная группа. В настоящее время учреждение функционирует как учебно-воспитательный комплекс.

## Известные люди
- Диденко Алексей Николаевич — депутат Госдумы РФ.

## Топографические карты
- Лист карты M-36-98 Звенигородка. Масштаб: 1 : 100 000. Указать дату выпуска/состояния местности.